# Бон Апети
„Бон Апети“ е българско кулинарно предаване.
Първото предаване е на 16 април 2001 г. Излъчвало се е по bTV всеки делник и събота от 09:30 ч. Водещ е бил Иван Звездев. На 31 август 2009 г. е преименувано на „Кухнята на Звездев“.
От 2011 г. по Нова ТВ стартира излъчване на кулинарно предаване със същото име. Излъчва се от 11:30 ч. всеки делник и събота. Повторенията са по Диема Фемили. В началото на февруари 2014 г. предаването се мести в bTV всеки делник от 16:30 ч. Повторенията са bTV Lady. През октомври 2014 г. предаването отново започва излъчване по Нова ТВ с разписание всеки делничен ден от 11:30 ч., а от средата на август 2018 г. предаването е преместено в 24 kitchen.